# Villemer (Yonne)
Villemer era una comuna francesa situada en el departamento de Yonne, de la región de Borgoña-Franco Condado, que el 1 de enero de 2016 pasó a ser una comuna delegada de la comuna nueva de Valravillon al fusionarse con las comunas de Guerchy, Laduz y Neuilly.

## Demografía
| Gráfica de evolución demográfica de Villemer (Yonne) entre 1800 y 2013 |
|                                                                        |

Los datos demográficos contemplados en este gráfico de la comuna de Villemer se han cogido de 1800 a 1999 de la página francesa EHESS/Cassini, y los demás datos de la página del INSEE.